# Oospila miccularia
Oospila miccularia là một loài bướm đêm trong họ Geometridae.